# 佐藤日向
佐藤 日向（さとう ひなた、1998年12月23日 - ）は、日本の女優、声優、アイドル、モデル。所属事務所はアミューズ。さくら学院の元メンバー。新潟県出身。

## 略歴
山形県に生まれ2歳まで育ち、新潟県に転居後、子供服ブランドのカタログモデルをしていた武藤彩未に憧れ、幼稚園の頃から芸能活動を開始する。新潟には小学校3年生まで居住していた。
2006年にアミューズに入所。武藤の影響を受けて、アイドルユニットさくら学院のオーディションを受けて合格し、2010年4月より同ユニットのメンバーとしての活動を開始し、同年12月にシングル「夢に向かって / Hello ! IVY」でメジャーデビュー。クラブ活動（派生ユニット）では「バトン部 Twinklestars」と「科学部 科学究明機構ロヂカ?」として活動した。2013年5月5日に開催された「さくら学院 2013年度 〜転入式〜」にてさくら学院の「ムード委員長」に任命される。2014年3月、さくら学院を卒業。
2014年4月2日より放送が開始されたテレビアニメ『くつだる。』（NHK Eテレ）のメインキャストである「柄沢りん」の声優を担当。同アニメの声優を担当する4名（堀内まり菜、金井美樹、佐藤日向、島ゆいか）でユニット「マボロシ☆ラ部」を結成し、同年11月19日に主題歌と挿入歌を収録したシングル『Merry Go World』を発売。
2015年8月に東京国際フォーラムホールCにて行われた、ミュージカル『グッバイ・ガール』にシンシア役として出演。
2016年、テレビアニメ『ラブライブ!サンシャイン!!』（TOKYO MXなど）にてユニット「Saint Snow」の「鹿角理亞」の声優を担当する。
2017年からはメディアミックス作品『少女☆歌劇 レヴュースタァライト」の星見純那役として、アニメ、舞台、ゲーム、ラジオでの活動を開始。
2018年4月に函館アリーナにて開催された「Saint Snow PRESENTS LOVELIVE! SUNSHINE!! HAKODATE UNIT CARNIVAL」では、「Saint Snow」として、姉の聖良役である田野アサミと共に、実際にライブパフォーマンスを行った。
2019年2月、ニコニコチャンネルクリエイトボイスにて、自身初のレギュラー配信番組『佐藤さん家の日向ちゃん』の配信を開始。
2020年9月24日、『佐藤日向1st写真集 青』を発売。
2020年10月17日、｢Saint Snow」初の単独ライブ｢ラブライブ！サンシャイン!! Saint Snow 1st GIG
〜Welcome to Dazzling White Town〜｣に出演した。本公演はラブライブ!シリーズにおいて主人公ユニット以外が行った単独公演としては初めてのものだった。また、当日は新型コロナウイルス感染対策のため、会場の席数を上限の半数にあたる約5000人に減らし、有料同時生配信も行った。
2022年8月31日、『「佐藤さん家の日向ちゃん」家族旅行in沖縄』を発売。
2023年3月、第8回アニラジアワードにて、パーソナリティを務めるラジオ番組『佐藤日向・小泉萌香のバトってダイナソー☆』が「企画ラジオ賞」を受賞。

### 人物
現在小麦アレルギーは改善しており、適量であれば問題なく摂取が可能。
アミューズで付いた通り名は「アミューズの限界オタク」。同じ事務所の声優である前田佳織里が命名したものである。
親交の深い声優として、同じラブライブシリーズ、レヴュースタァライト、D4DJにて互いに共演している小泉萌香の名前を挙げている。

## 出演

### テレビドラマ
- ハガネの女 Season1（2010年、テレビ朝日） - 佐藤あかり 役
- ハガネの女 Season2 第9話（2011年、テレビ朝日） - 佐藤あかり 役
- 新ヤメ検の女2 第2話（2016年、テレビ朝日） - きらりーな 役
- ドラマ24 バイプレイヤーズ 〜もしも6人の名脇役がシェアハウスで暮らしたら〜 第5話（2017年、テレビ東京） - 佐藤日向（本人） 役[25]
- 先に生まれただけの僕（2017年、日本テレビ） - 河村さとみ 役

### テレビアニメ
2010年代
- くつだる。（2014年 - 2015年、柄沢りん）
- ラブライブ!サンシャイン!!（2016年 - 2017年、鹿角理亞） - 2シリーズ
- 少女☆歌劇 レヴュースタァライト（2018年、星見純那）

2021年
- D4DJ（2021年 - 2023年、福島ノア） - 2シリーズ
- ぷっちみく♪ D4DJ Petit Mix（福島ノア）

2022年
- 赤ちゃん本部長（乗客A、アナウンス）
- ぷちセカ（暁山瑞希）
- ヒーラー・ガール（少女）
- 継母の連れ子が元カノだった（種里竹馬）
- VAZZROCK THE ANIMATION（クラスメイトの男の子）
- SPY×FAMILY（イーデン校生徒）

2023年
- スキップとローファー（女子生徒）
- シャドウバースF（子供）
- SHY（ディヴィーの友達）

2024年
- 花野井くんと恋の病（クラスメイト）

2025年
- 君のことが大大大大大好きな100人の彼女（巣天ゴサ子）
- ウィッチウォッチ（桃田〈幼少期〉、漆瀬恵那、親戚2）
- 一瞬で治療していたのに役立たずと追放された天才治癒師、闇ヒーラーとして楽しく生きる（幼少期ヴェリトラ）

### 劇場アニメ
- ラブライブ!サンシャイン!! The School Idol Movie Over the Rainbow（2019年、鹿角理亞）
- 少女☆歌劇 レヴュースタァライトシリーズ（2020年 - 2021年、星見純那[44]） - 2作品[一覧 3]
- 劇場版プロジェクトセカイ 壊れたセカイと歌えないミク（2025年、暁山瑞希[45]）
- 怪盗クイーンの優雅な休暇（2025年）[46]

### Webアニメ
- 少女☆寸劇 オールスタァライト（2019年、 星見純那[47]）
- 25時、ナイトコードで。- Journey to Bloom『SELF』（2023年、暁山瑞希）
- モンスターストライク エル 堕天の覚醒（2024年、生徒）

### 映画
- 茅ヶ崎物語〜MY LITTLE HOME TOWN〜（2017年）
- 闇金ドッグス8（2018年、AMGエンタテインメント） - 湯澤美穂 役
- 編集霊 deleted（2023年） - 和佐 役[48]

### ラジオ
- 少女☆歌劇 ラジオスタァライト（2018年 - 2023年、ラジオ大阪・HiBiKi Radio Station）[49]
- 佐藤日向・小泉萌香のバトってダイナソー☆（2020年 - 2024年、音泉）[50]
- 25時、ナイトラジオで。（2020年 - 2023年、YouTube※）
- 超!A&G＋マンスリースペシャル 佐藤日向の公式っぽいらじお（2022年、超!A&G+）[51]
- 少女☆歌劇 レヴュースタァライト presents オールスタァラジオ（2023年 - 、HiBiKi Radio Station）[52]
- イマフレランチ（2023年 - 2025年、Artistspoken） - 水曜パーソナリティ[53]
- 小澤亜李と佐藤日向は素直なふたり（2024年 - 、音泉）[54]

### Web番組
- 佐藤さん家の日向ちゃん（2019年 - 2025年、ニコニコチャンネルクリエイトボイス）
- D4DJスペシャル生放送-STAY TUNE!-（2019年5月13日、YouTubeLIVE）
- 佐藤日向と鈴木みのりのひなりんご （2025年5月19日 -、OPENREC.tv）[55]

### ゲーム
2010年代
- ラブライブ! スクールアイドルフェスティバル（2017年 - 2018年、鹿角理亞）
- ぷちぐるラブライブ!（2018年、鹿角理亞）
- 少女☆歌劇 レヴュースタァライト -Re LIVE-（2018年 - 2024年、星見純那）
- 恒星少女 -Do The Scientists Dream of Girls'Asterism?-（2018年、アルペルグ）
- ブラウンダスト（2019年、イングリッド）
- 刀使ノ巫女 刻みし一閃の燈火（2019年、星見純那）

2020年
- D4DJ Groovy Mix（2020年 - 2025年、福島ノア）
- プロジェクトセカイ カラフルステージ! feat. 初音ミク（2020年 - 2024年、暁山瑞希）

2021年
- ラブライブ!スクールアイドルフェスティバル 〜after school ACTIVITY〜 わいわい!Home Meeting!!（鹿角理亞）
- けものフレンズ3（ウミネコ）

2022年
- 三国ドライブ（彩霞乱刀 陸遜）
- ウマ娘 プリティーダービー（2022年 - 2024年、ケイエスミラクル）

2023年
- ダークテイルズ～鏡と狂い姫～（アースラ、メドゥーサ、髪長姫）
- 逆転オセロニア（アースィマ）
- アサシン クリード ミラージュ（ナスリーン）
- アズールレーン（メアリー・セレスト）

2024年
- 少女☆歌劇 レヴュースタァライト 舞台奏像劇 遙かなるエルドラド（星見純那）
- CLOSERS（リア・ウタミ）

2025年
- モンスターストライク（立花道雪）
- アサシン クリード シャドウズ
- ビビッドワールド（パイリ）

### ASMR
- 真夜中だけが僕たちの救い～卑屈なボクっ娘サブカル女～（2021年、真夜）

### 吹き替え
- 女神降臨（2024年、カン・スジン[72]）

### 舞台
- コースト・オブ・ユートピア（2009年、シアターコクーン） - タータ・ゲルツェン / オリガ・ゲルツェン 役
- ミュージカル「グッバイ・ガール」（2015年、東京国際フォーラム ホールC） - シンシア 役
- 秋桜学園合唱部（2016年、赤坂RED/THEATER） - 櫻井明日香 役[73]
- 音楽劇「赤毛のアン」（2016年、東京国際フォーラム ホールC） - 少女ダイアナ 役
- 少女☆歌劇 レヴュースタァライト - 星見純那 役
  - -The LIVE- #1 （2017年9月22日 - 24日、AiiA 2.5 Theater Tokyo ）[74]
  - -The LIVE- #1 revival（2018年1月6日 - 8日、AiiA 2.5 Theater Tokyo）[75]
  - -The LIVE- #2 Transition（2018年10月13日 - 21日、天王洲 銀河劇場）[76]
  - -The LIVE- #2 revival（2019年7月12日 - 15日、舞浜アンフィシアター）[77]
  - -The LIVE ONLINE-（2020年7月12日、オンライン配信）[78]
  - -The LIVE 青嵐- BLUE GLITTER（2020年12月21日、天王洲銀河劇場） - 日替わりゲスト[79]
  - -The LIVE- #3 Growth（2021年7月27日 - 8月1日、品川プリンスホテル ステラボール）[80]
  - -Re LIVE- Reading Theatre 第二弾「追奏～Session of Reminiscence～」（2022年12月4日、飛行船シアター）[81]
  - -The LIVE- #4 Climax（2023年2月25日 - 28日、東京建物 Brillia HALL）[82]
  - -The MUSICAL- 別れの戦記（2024年11月9日 - 15日、品川プリンスホテル ステラボール）[83]
  - 舞台朗読劇「遙かなるエルドラド・序章」（2024年12月21日、東京建物 Brillia HALL）[84]
- 「爆走おとな小学生」公演 第六回全校集会『初等教育ロイヤル』（2018年4月4日 - 8日、シアターサンモール） - 3年生山田さん 役
- 勇者セイヤンの物語〜ノストラダム男の大予言〜（2018年7月25日 - 29日、CBGKシブゲキ!!） - ソウコ 役
- 方南ぐみ企画 朗読劇「青空」（2018年8月9日、三越劇場）
- Stray Sheep Paradise（2018年12月12日 - 16日、俳優座劇場） - アリス 役[85]
- 劇メシ 特別企画公演4月「キツネたちが円舞る夜」（2019年4月19日 - 27日、Weekend Garage Tokyo）
- Stray Sheep Paradise:em（2019年8月15日 - 18日、あうるすぽっと） - アリス 役[6][86]
- 福澤重文・宮下貴浩×劇作家 第三回公演「とても親密な見知らぬ人」（2019年11月27日 - 12月04日、新宿シアターモリエール）[87]
- Cutie Honey Emotional（2020年2月6日 - 9日、サンシャイン劇場） - ジャンパーハニー 役[88]
  - キューティーハニー The Live 秋の文化祭!!!（2020年9月30日 - 10月4日、シアター1010） - 山縣さつき / ジャンパーハニー
  - キューティーハニー CLIMAX（2021年6月17日 - 20日、シアター1010） - 山縣さつき / ジャンパーハニー 役[89]
- 劇メシデリバリー6月公演「キツネたちが円舞る夜2020」（2020年6月20日 - 21日、WEEKEND GARAGE TOKYO） - 生田 役[90]
- 舞台「ハンズアップ」（2020年11月18日 - 23日、シアター1010） - アイドル・上原真梨華 役[91]
- 劇メシ『パセリがすねた』（2021年5月23日 - 24日、東京都 表参道bamboo） - トマト 役
- SOLO Performance READING「僕とメリーヴェルの7322個の愛」（2021年10月9日、オンライン配信）[92]
- ♭FLATTO「とけない」（2022年2月8日 - 13日、サンシャイン水族館） - アイ 役[93]
- 少女文學演劇(2)「王妃の帰還」（2022年3月20日 - 27日、銀座博品館劇場） - 村上恵理菜 役[94]
- 舞台「麗和落語〜二〇二二夏の陣〜」（2022年5月14日 - 15日、武蔵野芸能劇場小劇場）[95]
- 江戸川乱歩の世界 朗読劇『幻燈の獏』（2022年8月13日、イイノホール） - ハナ/長谷川文江 役[96]
- 舞台『SEPT A Story of ReAnimation: ReverSing』（2022年8月18日 - 22日、こくみん共済 coop ホール/スペース・ゼロ） - 真宮美空 役[97]
- 朗読劇『青空』（2022年11月6日、博品館劇場） - 麦 役[98]
- 『twerno』（2022年12月11日 - 12日、大岡山劇場）- イブ 役[99] ※ボイスドラマのみ出演
- 舞台「ウマ娘 プリティーダービー」〜Sprinters’ Story〜（2023年1月） - ケイエスミラクル 役[100]
- 舞台『LIAR GAME murder mystery』（2023年3月7日、飛行船シアター）[101]
  - 昼公演：廃遊園地の人形館殺人事件 - ダンサー 役
  - 夜公演：ある孤島の洋館殺人事件 - 長女 役
- 朗読×生演奏「うたかたの」（2023年3月31日、こくみん共済 coop ホール／スペース・ゼロ）[102]
- 舞台『セトウツミ』（2023年5月27日 - 6月4日、東京芸術劇場 プレイハウス / 2023年6月9日 - 11日、梅田芸術劇場シアター・ドラマシティ / 2023年6月13日、日本特殊陶業市民会館ビレッジホール）- 樫村一期、ハツ美 役[103]
- 『リーディングドラマ ロミオとジュリエット』（2023年8月11日、あうるすぽっと）- ジュリエット 役[104]
- 舞台「アキバ冥途戦争〜浪速喰い倒れ狂騒曲〜」（2023年9月6日 - 10日、博品館劇場）- 主演・和平なごみ 役[105]
- アメツチ怪談 朗読劇『番町皿屋敷』（2023年10月6日、渋谷区伝承ホール）- お菊 役[106]
- 舞台「かげきしょうじょ!!」（2023年10月18日 - 22日、こくみん共済 coop ホール / スペース・ゼロ） - 杉本紗和 役[107]
- 舞台『白虎隊 ザ・アイドル』（2023年12月3日、シアターサンモール）- 弁士 役[108]
- 舞台「笑わせんな」（2024年2月8日 - 18日、本多劇場）- 田中みゆ 役[109]
- 江戸川乱歩 名作朗読劇「怪人二十面相－暗黒星－」（2024年3月2日、博品館劇場） [110]
- 朗読劇『私の頭の中の消しゴム15th Letter』（2024年4月17日、よみうり大手町ホール） - 薫 役[111]
- 朗読劇「若きウェルテルの悩み」（2024年5月4日、TOKYO FM HALL）[112]
- 新感覚朗読劇『ROOM』（2024年5月23日、こくみん共済 coop ホール／スペース・ゼロ）[113]
- 舞台「ト音」（2024年6月13日 - 18日、紀伊國屋ホール） - 長谷川 役[114]
- 江戸川乱歩 名作朗読劇「少年探偵団」（2024年9月7日、紀伊國屋サザンシアター TAKASHIMAYA） - 明智文代 役 他[115][116]
- 朗読劇「名前を呼んで、もう一度」（2024年11月19日・23日、サンシャイン劇場）[117]
- 朗読活劇 信長を殺した男 2024（2024年12月5日 - 8日、銀座博品館劇場） - 煕子 / 玉（ガラシャ） 役 他[118]
- 舞台「魔法少女育成計画 F2P the STAGE～First Chapter～」（2025年2月6日 - 10日、博品館劇場） - メルティペイン 役[119]
- 音楽朗読劇『仮面の男』～アレクサンドル・デュマ・ペール「ダルタルニャン物語」より～（2025年3月8日、銀座博品館劇場） - フィリップ 役 他[120]
- 舞台「12人の怒れる人々」（2025年5月29日 - 6月2日、恵比寿・エコー劇場） - 陪審員3号 役[121]
- 舞台『日本三國』（2025年7月25日 - 8月3日、シアターH） - 輪島桜虎 役[122]
- ゼブラ（2025年8月20日 - 24日〈予定〉、シアターサンモール）[123]
- 復刻 舞台 増田こうすけ劇場 ギャグマンガ日和 〜奥の細道 地獄のランウェイ編〜（2025年10月31日 - 11月9日〈予定〉、雷5656会館 ときわホール） - マチ子 役[124][125]

### ライブ
- P's LIVE! 05 Go! Love&Passion !!〜（2017年11月26日、横浜アリーナ） - スタァライト九九組として
- Saint Snow PRESENTS LOVELIVE! SUNSHINE!! HAKODATE UNIT CARNIVAL（2018年4月27日 - 28日、函館アリーナ） - 声優ユニット「Saint Snow」鹿角理亞 役
- ラブライブ！サンシャイン!! Aqours 3rd LoveLive! TOUR WONDERFUL STORIES (2018年6月9日 - 10日、メットライフドーム、6月16日 - 17日、大阪城ホール、7月7日 - 8日、マリンメッセ福岡) - 声優ユニット ｢Saint Aqours Snow｣ として（マリンメッセ福岡公演のみ ｢Saint Snow｣ としても出演）
- 1stスタァライブ 「Starry Sky」（2018年6月23日、八王子オリンパスホール） - スタァライト九九組として
- THE THIRD(仮)2nd Live（2018年7月17日、赤坂BLITZ） - スタァライト九九組として
- TBSアニメフェスタ2018（2018年8月18日、文京シビックホール） - スタァライト九九組として
- Animelo Summer Live 2018 "OK!" Day2（2018年8月25日、さいたまスーパーアリーナ） - スタァライト九九組として
- ラブライブ！サンシャイン!! Aqours 4th LoveLive! 〜Sailing to the Sunshine〜 (2018年11月17日 - 18日、東京ドーム） - 声優ユニット ｢Saint Aqours Snow｣ として
- 2ndスタァライブ「Starry Desert」（2018年12月2日、パシフィコ横浜） - スタァライト九九組として
- オーケストラライブ「Starry Konzert」（2019年3月31日、中野サンプラザ） - スタァライト九九組として
- ラブライブ！サンシャイン!! aqours 5th LoveLive! 〜Next Sparkling〜 (2019年6月8日 - 9日、メットライフドーム)  ｰ 声優ユニット ｢Saint Snow｣として
- D4DJ 1st LIVE Day2（2019年7月21日、幕張メッセ） - Photon Maidenとして
- Animelo Summer Live 2019 -STORY-（2019年8月31日、さいたまスーパーアリーナ） - スタァライト九九組として
- D4DJ 2nd LIVE -Day Party- / -Nonstop Night-（2019年10月14日、品川プリンスホテル ステラボール） - Photon Maidenとして
- 3rdスタァライブ「Starry Diamond」（2019年11月3日、横浜アリーナ） - スタァライト九九組として
- ANIMAX MUSIX 2019 YOKOHAMA（2019年11月23日、横浜アリーナ） - スタァライト九九組として
- LoveLive! series 9th Anniversary ラブライブ！フェス（2020年1月18日 - 19日、さいたまスーパーアリーナ） - 声優ユニット ｢Saint Snow｣として
- D4DJ D4 FES. -Departure-（2020年1月31日、TOKYO DOME CITY HALL） - Photon Maidenとして
- グルミク Presents D4DJ D4 FES. 〜LOVE!HUG!GROOVY!!〜（2020年10月11日、東京ガーデンシアター） - Photon Maidenとして
- Peaky P-key・Photon Maiden 合同LIVE Ultimate Melodies (2021年4月30日、Zepp Haneda(TOKYO)) - Photon Maidenとして
- プロジェクトセカイ セカイシンフォニー2022 (2022年6月11日、パシフィコ横浜) - 「25時、ナイトコードで。」 として、スペシャルゲスト参加

### パチンコ・パチスロ
- L D4DJ Pachi-Slot Mix（2024年、福島ノア[126]）
- L少女☆歌劇 レヴュースタァライト -The SLOT-（2025年、星見純那[127]）
- P少女☆歌劇 レヴュースタァライト ラッキートリガー4500（2025年、星見純那[128]）

### イベント
- Anime Central 2019（2019年5月17日 - 5月19日、Hyatt Regency O’Hare & The Donald E. Stephens Convention Center）
- セブンス・パスクゥム学院才能祭（2019年12月25日〜12月27日、三越劇場）
- Saint Snow 1st GIG 〜Welcome to Dazzling White Town〜 横浜公演（2020年10月17日 - 18日、ぴあアリーナMM）/ 札幌公演（2020年11月7日 - 8日、北海道立真駒内公園屋内競技場） - 声優ユニット ｢Saint Snow｣として
- プロジェクトセカイ 2nd Anniversary 感謝祭（2022年9月23日 - 24日、立川ステージガーデン）
- プロジェクトセカイ 3rd Anniversary 感謝祭（2023年9月16日 - 27日、TOKYO DOME CITY HALL）
- プロジェクトセカイ 4th Anniversary 感謝祭（2024年9月28日、横浜BUNTAI）

### CM
- オリンパス 企業CM（2006年）
- 東京ガス「コンロの安全」（2007年）
- マクドナルド「ハッピーセット」（2008年）
- 株式会社ブローダ 「コミュニケーションアプリ PiQy」（2017年）
- 武蔵野銀行 「埼玉のある男」篇（2020年）

### スチール
- ミレニアムリテイリング七五三 カタログ（2006年）

### ナレーション
- PlayStation公式『インディータイムズ』（2022年）[129]
- NSGグループ コンセプトムービー（2022年）[130]
- MF文庫J『シャーロック＋アカデミー』PV（2023年）[131]
- ヒムグループ 帯広電子 新工場紹介（2024年）[132]

### その他
- 十五少女（2021年、竹虎レオナ[133]）
- プロジェクトセカイ カラフルステージ! feat. 初音ミク ボイスドラマ（2021年 - 2022年、暁山瑞希） - 2作品[一覧 4]
- たいあっぷ×AMUSE VOICE ACTERS CHANNEL「声優が読んでみた！」第二弾『屍体〈アリス〉は誰にも微笑まない』（2022年）[134]
- プロジェクトセカイ カラフルステージ! feat. 初音ミク セカイシンフォニー Sekai Symphony 2022 Live Blu-ray（2022年）[135]
- ショードラ『推し活ファン』（2024年）[136]
- 鹿島アントラーズ 公式YouTube「【3/29 鹿島vs神戸】よくわかる#2！ここまでの鹿島アントラーズと次の見どころ」（2025年）[137]

## ディスコグラフィ

### キャラクターソング
| 発売日   | 商品名 | 歌 | 楽曲 | 備考                                                                                     |
| 2017年   | 2017年 | 2017年 | 2017年 | 2017年                                                                                   |
| -------- | --- | --- | --- | ---------------------------------------------------------------------------------------- |
| 9月20日  | プロローグ -Star Divine-                                                                                            | スタァライト九九組 | 「Star Divine」 「舞台少女心得」 「願いは光になって」 | 舞台『少女☆歌劇 レヴュースタァライト -The LIVE- #1』劇中歌                               |
| 9月22日  | プリンシパル -Fancy You-                                                                                            | 星見純那（佐藤日向）、露崎まひる（岩田陽葵）、大場なな（小泉萌香） | 「情熱の目覚めるとき」 | 舞台『少女☆歌劇 レヴュースタァライト -The LIVE- #1』劇中歌                               |
| 2018年   | | | |                                                                                          |
| 3月7日   | スタァライトシアター                                                                                                | スタァライト九九組 | 「スタァライトシアター」 | 舞台『少女☆歌劇 レヴュースタァライト -The LIVE- #1 revival』劇中歌                       |
| 3月7日   | スタァライトシアター                                                                                                | スタァライト九九組 | 「Circle of the Revue」 「キラめきのありか」 | 舞台『少女☆歌劇 レヴュースタァライト』関連曲                                             |
| 7月18日  | 星のダイアローグ | スタァライト九九組 | 「星のダイアローグ」 | テレビアニメ『少女☆歌劇 レヴュースタァライト』オープニングテーマ                         |
| 7月18日  | 星のダイアローグ | スタァライト九九組 | 「ディスカバリー！」 | ゲーム『少女☆歌劇 レヴュースタァライト -Re LIVE-』主題歌                                 |
| 8月1日   | Fly Me to the Star                                                                                                  | スタァライト九九組 | 「Fly Me to the Star」 | テレビアニメ『少女☆歌劇 レヴュースタァライト』エンディングテーマ                         |
| 8月1日   | Fly Me to the Star                                                                                                  | スタァライト九九組 | 「よろしく九九組」 「ロマンティッククルージン」 | テレビアニメ『少女☆歌劇 レヴュースタァライト』関連曲                                     |
| 8月22日  | 少女☆歌劇 レヴュースタァライト 劇中歌アルバムVol.1 ラ レヴュー ド マチネ                                            | 星見純那（佐藤日向）、神楽ひかり（三森すずこ）、愛城華恋（小山百代） | 「世界を灰にするまで」 | テレビアニメ『少女☆歌劇 レヴュースタァライト』挿入歌                                     |
| 8月22日  | 少女☆歌劇 レヴュースタァライト 劇中歌アルバムVol.1 ラ レヴュー ド マチネ                                            | 星見純那（佐藤日向）、愛城華恋（小山百代） | 「The Star Knows」 | テレビアニメ『少女☆歌劇 レヴュースタァライト』挿入歌                                     |
| 10月10日 | 99 ILLUSION! | スタァライト九九組 | 「99 ILLUSION!」 「Green Dazzling Light」 | 舞台『少女☆歌劇 レヴュースタァライト -The LIVE- #2 Transition』テーマソング              |
| 10月17日 | 少女☆歌劇 レヴュースタァライト 劇中歌アルバムVol.2 ラ レヴュー ド ソワレ                                            | 愛城華恋（小山百代）、星見純那（佐藤日向）、露崎まひる（岩田陽葵）、石動双葉（生田輝）、花柳香子（伊藤彩沙）、大場なな（小泉萌香）、西條クロディーヌ（相羽あいな）、天堂真矢（富田麻帆） | 「舞台少女心得 幕間」 | テレビアニメ『少女☆歌劇 レヴュースタァライト』挿入歌                                     |
| 10月17日 | 少女☆歌劇 レヴュースタァライト 劇中歌アルバムVol.2 ラ レヴュー ド ソワレ                                            | 星見純那（佐藤日向）、大場なな（小泉萌香） | 「Fly Me to the Star #9」 | テレビアニメ『少女☆歌劇 レヴュースタァライト』エンディングテーマ                         |
| 10月17日 | 少女☆歌劇 レヴュースタァライト 劇中歌アルバムVol.2 ラ レヴュー ド ソワレ                                            | 天堂真矢（富田麻帆）、星見純那（佐藤日向）、露崎まひる（岩田陽葵）、大場なな（小泉萌香）、西條クロディーヌ（相羽あいな）、石動双葉（生田輝）、花柳香子（伊藤彩沙） | 「Fly Me to the Star #11」 | テレビアニメ『少女☆歌劇 レヴュースタァライト』エンディングテーマ                         |
| 10月24日 | 少女☆歌劇 レヴュースタァライト BD第1巻特典CD                                                                        | スタァライト九九組 | 「My friend 〜Arrie〜」 | テレビアニメ『少女☆歌劇 レヴュースタァライト』関連曲                                     |
| 12月26日 | 少女☆歌劇 レヴュースタァライト BD第2巻特典CD                                                                        | スタァライト九九組 | 「You are a ghost, I am a ghost 〜劇場のゴースト〜」 | テレビアニメ『少女☆歌劇 レヴュースタァライト』関連曲                                     |
| 2019年   | | | |                                                                                          |
| 1月9日   | 約束タワー | スタァライト九九組 | 「約束タワー」 「舞台プレパレイション」 | テレビアニメ『少女☆歌劇 レヴュースタァライト』関連曲                                     |
| 2月27日  | 少女☆歌劇 レヴュースタァライト BD第3巻特典CD                                                                        | スタァライト九九組 | 「恋は太陽 〜CIRCUS!〜」 | テレビアニメ『少女☆歌劇 レヴュースタァライト』関連曲                                     |
| 4月17日  | 百色リメイン | スタァライト九九組 | 「百色リメイン」 「Bright!Light!」 | 舞台『少女☆歌劇 レヴュースタァライト -The LIVE- #2 Transition』関連曲                    |
| 4月17日  | 百色リメイン 純那&ななver.                                                                                          | 星見純那（佐藤日向）、大場なな（小泉萌香） | 「百色リメイン」 | 舞台『少女☆歌劇 レヴュースタァライト -The LIVE- #2 Transition』関連曲                    |
| 8月7日   | Star Diamond | スタァライト九九組 | 「Star Diamond」 | テレビアニメ『少女☆歌劇 レヴュースタァライト』関連曲                                     |
| 8月7日   | Star Diamond | スタァライト九九組 | 「舞台少女体操」 | Webアニメ『少女☆寸劇 オールスタァライト』主題歌                                          |
| 10月16日 | 少女☆歌劇 レヴュースタァライト レヴューアルバム ラ・レヴュー・エターナル                                            | 星見純那（佐藤日向）、リュウ・メイファン（竹内夢）、田中ゆゆ子（佐伯伊織）、野々宮ララフィン（富田美憂） | 「御してぎょしゃ座」 | ゲーム『少女☆歌劇 レヴュースタァライト -Re LIVE-』関連曲                                 |
| 2020年   | | | |                                                                                          |
| 1月29日  | Dig Delight! Bver.                                                                                                  | Photon Maiden | 「Photon Melodies」 | 『D4DJ』関連曲                                                                           |
| 2月19日  | Star Parade | スタァライト九九組 | 「Star Parade」 | テレビアニメ『少女☆歌劇 レヴュースタァライト』関連曲                                     |
| 2月19日  | Star Parade | 星見純那（佐藤日向）、露崎まひる（岩田陽葵）、大場なな（小泉萌香）、石動双葉（生田輝）、花柳香子（伊藤彩沙） | 「Lessonナweek!!」 | テレビアニメ『少女☆歌劇 レヴュースタァライト』関連曲                                     |
| 4月22日  | Direct Drive! | Photon Maiden | 「Here's the light」 | 『D4DJ』関連曲                                                                           |
| 6月24日  | Cosmic CoaSTAR | Photon Maiden | 「"What" are you?」 | 『D4DJ』関連曲                                                                           |
| 9月9日   | 再生讃美曲 | スタァライト九九組 | 「再生讃美曲」 | 劇場アニメ『少女☆歌劇 レヴュースタァライト ロンド・ロンド・ロンド』主題歌                |
| 9月9日   | 再生讃美曲 | 星見純那（佐藤日向）、神楽ひかり（三森すずこ）、愛城華恋（小山百代） | 「世界を灰にするまで（movie ver.）」 | 劇場アニメ『少女☆歌劇 レヴュースタァライト ロンド・ロンド・ロンド』挿入歌                |
| 9月9日   | 再生讃美曲 | 星見純那（佐藤日向）、愛城華恋（小山百代） | 「The Star Knows 〜Another〜」 | 劇場アニメ『少女☆歌劇 レヴュースタァライト ロンド・ロンド・ロンド』挿入歌                |
| 10月21日 | Discover Universe                                                                                                   | Photon Maiden | 「Discover Universe」 「A lot of life」 | 『D4DJ』関連曲                                                                           |
| 12月9日  | BLUE ANTHEM | スタァライト九九組 | 「Re:PLAY」 | 舞台『少女☆歌劇 レヴュースタァライト -The LIVE 青嵐- BLUE GLITTER』関連曲                |
| 2021年   | | | |                                                                                          |
| 1月20日  | D4DJ Groovy Mix カバートラックス vol.1                                                                              | Photon Maiden | 「sakura」 「シドニア」 | ゲーム『D4DJ Groovy Mix』関連曲                                                          |
| 2月24日  | ぐるぐるDJ TURN!!                                                                                                   | D4DJ ALL STARS | 「LOVE!HUG!GROOVY!!」 | ゲーム『D4DJ Groovy Mix』主題歌                                                          |
| 2月24日  | 「ぐるぐるDJ TURN!!」&「WOW WAR TONIGHT〜時には起こせよムーヴメント〜」同時購入特典CD Photon Maiden Ver.            | Photon Maiden | 「暁」 | テレビアニメ『D4DJ First Mix』挿入歌                                                     |
| 2月24日  | 少女☆歌劇 レヴュースタァライト ロンド・ロンド・ロンド BD特典CD                                                      | スタァライト九九組 | 「素敵なドレス着させてよ」 | 『少女☆歌劇 レヴュースタァライト』関連曲                                                 |
| 3月24日  | 少女☆歌劇 レヴュースタァライト ベストアルバム                                                                       | スタァライト九九組 | 「Polestar」 | 『少女☆歌劇 レヴュースタァライト』関連曲                                                 |
| 3月24日  | 少女☆歌劇 レヴュースタァライト ベストアルバム 限定盤特典CD                                                          | 星見純那（佐藤日向） | 「RE:CREATE」 | 『少女☆歌劇 レヴュースタァライト』関連曲                                                 |
| 3月24日  | 少女☆歌劇 レヴュースタァライト ベストアルバム 限定盤特典CD                                                          | 愛城華恋（小山百代）、神楽ひかり（三森すずこ）、星見純那（佐藤日向）、露崎まひる（岩田陽葵） | 「GANG☆STARS」 | 『少女☆歌劇 レヴュースタァライト』関連曲                                                 |
| 3月24日  | 少女☆歌劇 レヴュースタァライト ベストアルバム 限定盤特典CD                                                          | 星見純那（佐藤日向）、大場なな（小泉萌香） | 「Rose Poems」 | 『少女☆歌劇 レヴュースタァライト』関連曲                                                 |
| 3月24日  | 少女☆歌劇 レヴュースタァライト ベストアルバム 限定盤特典CD                                                          | 愛城華恋（小山百代）、星見純那（佐藤日向）、石動双葉（生田輝） | 「ゼウスの仲裁」 | 『少女☆歌劇 レヴュースタァライト』関連曲                                                 |
| 3月24日  | 少女☆歌劇 レヴュースタァライト ベストアルバム 店舗別オリジナル特典CD 純那・なな 歌い分けver.                        | 星見純那（佐藤日向）、大場なな（小泉萌香） | 「Polestar」 | 『少女☆歌劇 レヴュースタァライト』関連曲                                                 |
| 5月19日  | Be with the world                                                                                                   | Photon Maiden | 「Be with the world」 「Wonder Wonder Trip」 | 『D4DJ』関連曲                                                                           |
| 6月30日  | 私たちはもう舞台の上                                                                                                | スタァライト九九組 | 「私たちはもう舞台の上」 | 劇場アニメ『劇場版 少女☆歌劇 レヴュースタァライト』主題歌                                |
| 7月14日  | サイカイ合図 | スタァライト九九組 | 「サイカイ合図」 | 舞台『少女☆歌劇 レヴュースタァライト -The LIVE-#3 Growth』主題歌                         |
| 7月14日  | サイカイ合図 | スタァライト九九組 | 「青春トラベラー」 | 舞台『少女☆歌劇 レヴュースタァライト -The LIVE-#3 Growth』関連曲                         |
| 7月21日  | 劇場版 少女☆歌劇 レヴュースタァライト 劇中歌アルバムVol.2                                                           | 星見純那（佐藤日向）、大場なな（小泉萌香） | 「ペン：力：刀」 | 劇場アニメ『劇場版 少女☆歌劇 レヴュースタァライト』挿入歌                                |
| 7月21日  | D4DJ Groovy Mix カバートラックス vol.2                                                                              | Photon Maiden | 「READY STEADY GO」 「HOT LIMIT」 | ゲーム『D4DJ Groovy Mix』関連曲                                                          |
| 8月4日   | 悔やむと書いてミライ/携帯恋話/ジャックポットサッドガール                                                            | 25時、ナイトコードで。、初音ミク | 「悔やむと書いてミライ」 「ジャックポットサッドガール」 | ゲーム『プロジェクトセカイ カラフルステージ！ feat. 初音ミク』関連曲                     |
| 8月4日   | 悔やむと書いてミライ/携帯恋話/ジャックポットサッドガール                                                            | 25時、ナイトコードで。、初音ミク | 「携帯恋話」 | ゲーム『プロジェクトセカイ カラフルステージ！ feat. 初音ミク』関連曲                     |
| 8月28日  | なんてカラフルな世界！[D4DJ Remix]                                                                                  | D4DJ ALL STARS | 「なんてカラフルな世界！[D4DJ Remix]」 | ゲーム『D4DJ Groovy Mix』関連曲                                                          |
| 10月13日 | 4 Challenges | Photon Maiden | 「4 Challenges」 「光」 | 『D4DJ』関連曲                                                                           |
| 11月24日 | D4DJ 6ユニット3rd Single連動購入特典CD                                                                              | D4DJ ALL STARS | 「ぷっちみくパーチナィ！」 | 『D4DJ』関連曲                                                                           |
| 11月24日 | D4DJ 6ユニット3rd Single連動購入特典CD B ver.                                                                       | Photon Maiden | 「ぷっちみくパーチナィ！」 | 『D4DJ』関連曲                                                                           |
| 12月22日 | 劇場版 少女☆歌劇 レヴュースタァライト BD特典CD                                                                      | スタァライト九九組 | 「舞台裏のレヴュー」 | 劇場アニメ『劇場版 少女☆歌劇 レヴュースタァライト』関連曲                                |
| 2022年   | | | |                                                                                          |
| 1月19日  | 限りなく灰色へ/アイディスマイル                                                                                     | 25時、ナイトコードで。、鏡音リン | 「限りなく灰色へ」 | ゲーム『プロジェクトセカイ カラフルステージ！ feat. 初音ミク』関連曲                     |
| 1月19日  | 限りなく灰色へ/アイディスマイル                                                                                     | 25時、ナイトコードで。、MEIKO | 「アイディスマイル」 | ゲーム『プロジェクトセカイ カラフルステージ！ feat. 初音ミク』関連曲                     |
| 1月26日  | D4DJ Groovy Mix カバートラックス vol.3                                                                              | Photon Maiden | 「WHITE BREATH」 「銀河鉄道999」 | ゲーム『D4DJ Groovy Mix』関連曲                                                          |
| 4月6日   | 25時、ナイトコードで。 SEKAI ALBUM vol.1                                                                            | 25時、ナイトコードで。 | 「シャルル」 「ベノム」 | ゲーム『プロジェクトセカイ カラフルステージ！ feat. 初音ミク』関連曲                     |
| 4月6日   | 25時、ナイトコードで。 SEKAI ALBUM vol.1                                                                            | 25時、ナイトコードで。、初音ミク | 「乙女解剖」 | ゲーム『プロジェクトセカイ カラフルステージ！ feat. 初音ミク』関連曲                     |
| 4月6日   | 25時、ナイトコードで。 SEKAI ALBUM vol.1                                                                            | 25時、ナイトコードで。、初音ミク | 「独りんぼエンヴィー」 | ゲーム『プロジェクトセカイ カラフルステージ！ feat. 初音ミク』関連曲                     |
| 4月6日   | 25時、ナイトコードで。 SEKAI ALBUM vol.1                                                                            | 25時、ナイトコードで。 | 「ボッカデラベリタ」 | ゲーム『プロジェクトセカイ カラフルステージ！ feat. 初音ミク』関連曲                     |
| 4月6日   | 25時、ナイトコードで。 SEKAI ALBUM vol.1                                                                            | 25時、ナイトコードで。、初音ミク | 「ビターチョコデコレーション」 | ゲーム『プロジェクトセカイ カラフルステージ！ feat. 初音ミク』関連曲                     |
| 9月11日  | D4DJ Groovy Mix カバートラックス vol.4                                                                              | Photon Maiden | 「Synchrogazer」 「アンドロイドガール」 | ゲーム『D4DJ Groovy Mix』関連曲                                                          |
| 7月20日  | D4DJ Groovy Mix カバートラックス vol.5                                                                              | Photon Maiden | 「ブルー・フィールド」 「残酷な天使のテーゼ」 | ゲーム『D4DJ Groovy Mix』関連曲                                                          |
| 7月20日  | D4DJ Groovy Mix カバートラックス vol.5                                                                              | 大鳴門むに（三村遙佳）、花巻乙和（岩田陽葵）、福島ノア（佐藤日向）、矢野緋彩（もものはるな）、春日春奈（進藤あまね） | 「五等分の気持ち」 | ゲーム『D4DJ Groovy Mix』関連曲                                                          |
| 8月10日  | 4 phenomena A ver.                                                                                                  | Photon Maiden | 「We never stop」 「暁 (fruits Mix V2)」 「G.A.M.E.」 「OVERCOME」 「Into the storm」 「4 Challenges (AMADEUS REMIX)」 | 『D4DJ』関連曲                                                                           |
| 8月10日  | 4 phenomena B ver.                                                                                                  | Photon Maiden | 「Be with the world (Getty REMIX)」 | 『D4DJ』関連曲                                                                           |
| 9月11日  | きみの♡(らぶ) | きゅーとぴあ♡ | 「きみの♡(らぶ)」 | ゲーム『D4DJ Groovy Mix』関連曲                                                          |
| 9月21日  | レヴューアルバム アルカナ・アルカディア                                                                             | 星見純那（佐藤日向）、秋風塁（紡木吏佐）、花柳香子（伊藤彩沙）、田中ゆゆ子（佐伯伊織） | 「信じる者に門は開かれる」 | ゲーム『少女☆歌劇 レヴュースタァライト -Re LIVE-』関連曲                                 |
| 9月28日  | ウマ娘 プリティーダービー WINNING LIVE 08                                                                           | ウオッカ（大橋彩香）、ダイワスカーレット（木村千咲）、マヤノトップガン（星谷美緒）、スマートファルコン（大和田仁美）、ダイタクヘリオス（山根綺）、サクラローレル（真野美月）、ヤマニンゼファー（今泉りおな）、ダイイチルビー（礒部花凜）、アストンマーチャン（井上ほの花）、ケイエスミラクル（佐藤日向）、コパノリッキー（稲垣好）、ホッコータルマエ（菊池紗矢香）、ワンダーアキュート（須藤叶希） | 「Gaze on Me!」 | ゲーム『ウマ娘 プリティーダービー』関連曲                                                |
| 9月28日  | ウマ娘 プリティーダービー WINNING LIVE 08                                                                           | スペシャルウィーク（和氣あず未）、サイレンススズカ（高野麻里佳）、ゴールドシップ（上田瞳）、ウオッカ（大橋彩香）、ダイワスカーレット（木村千咲）、メジロマックイーン（大西沙織）、ナリタブライアン（衣川里佳）、マヤノトップガン（星谷美緒）、ライスシャワー（石見舞菜香）、ウイニングチケット（渡部優衣）、スマートファルコン（大和田仁美）、ダイタクヘリオス（山根綺）、サクラローレル（真野美月）、ヤマニンゼファー（今泉りおな）、ダイイチルビー（礒部花凜）、アストンマーチャン（井上ほの花）、ケイエスミラクル（佐藤日向）、コパノリッキー（稲垣好）、ホッコータルマエ（菊池紗矢香）、ワンダーアキュート（須藤叶希） | 「うまぴょい伝説」 | ゲーム『ウマ娘 プリティーダービー』関連曲                                                |
| 10月19日 | カナデトモスソラ/再生                                                                                               | 25時、ナイトコードで。、巡音ルカ | 「カナデトモスソラ」 | ゲーム『プロジェクトセカイ カラフルステージ！ feat. 初音ミク』関連曲                     |
| 10月19日 | カナデトモスソラ/再生                                                                                               | 25時、ナイトコードで。、鏡音リン | 「再生」 | ゲーム『プロジェクトセカイ カラフルステージ！ feat. 初音ミク』関連曲                     |
| 10月26日 | D4DJ Groovy Mix カバートラックス vol.6                                                                              | Photon Maiden | 「恋する図形 (cubic futurismo)」 「ブルーバード」 | ゲーム『D4DJ Groovy Mix』関連曲                                                          |
| 12月21日 | Showdown | 出雲咲姫（紡木吏佐）、花巻乙和（岩田陽葵）、福島ノア（佐藤日向） | 「24」 | 『D4DJ』関連曲                                                                           |
| 12月21日 | Showdown | Photon Maiden | 「Linked Ring」 「We never stop（DJ Shimamura Remix）」 「A lot of life（EG Remix）」 「G.A.M.E.（Rasmus Faber Remix）」 | 『D4DJ』関連曲                                                                           |
| 2023年   | | | |                                                                                          |
| 1月25日  | D4DJ Groovy Mix カバートラックス vol.7                                                                              | Photon Maiden | 「GETCHA!」 「INVOKE-インヴォーク-」 | ゲーム『D4DJ Groovy Mix』関連曲                                                          |
| 2月8日   | ウマ娘 プリティーダービー WINNING LIVE 10                                                                           | ダイタクヘリオス（山根綺）、ヤマニンゼファー（今泉りおな）、ダイイチルビー（礒部花凜）、ケイエスミラクル（佐藤日向） | 「Overrunner!」 | 舞台『ウマ娘 プリティーダービー 〜Sprinters’ Story〜』テーマソング                       |
| 2月8日   | ウマ娘 プリティーダービー WINNING LIVE 10                                                                           | トウカイテイオー（Machico）、マルゼンスキー（Lynn）、タイキシャトル（大坪由佳）、グラスワンダー（前田玲奈）、メジロライアン（土師亜文）、ナイスネイチャ（前田佳織里）、ダイタクヘリオス（山根綺）、サクラチヨノオー（野口瑠璃子）、ツルマルツヨシ（青山吉能）、ヤマニンゼファー（今泉りおな）、シンボリクリスエス（春川芽生）、タニノギムレット（松岡美里）、ダイイチルビー（礒部花凜）、ケイエスミラクル（佐藤日向） | 「うまぴょい伝説」 | ゲーム『ウマ娘 プリティーダービー』関連曲                                                |
| 2月22日  | 綺羅星ディスタンス                                                                                                  | スタァライト九九組 | 「綺羅星ディスタンス」 | 舞台『少女☆歌劇 レヴュースタァライト -The LIVE-#4 Climax』主題歌                         |
| 2月22日  | 綺羅星ディスタンス                                                                                                  | スタァライト九九組 | 「キャラメリーゼフィナーレ」 | 舞台『少女☆歌劇 レヴュースタァライト -The LIVE-#4 Climax』関連曲                         |
| 3月15日  | Around and Around                                                                                                   | Photon Maiden | 「4 many colors」 | テレビアニメ『D4DJ All Mix』挿入歌                                                       |
| 4月12日  | ロウワー/トリコロージュ                                                                                             | 25時、ナイトコードで。、MEIKO | 「ロウワー」 | ゲーム『プロジェクトセカイ カラフルステージ！ feat. 初音ミク』関連曲                     |
| 4月12日  | ロウワー/トリコロージュ                                                                                             | 25時、ナイトコードで。、初音ミク | 「トリコロージュ」 | ゲーム『プロジェクトセカイ カラフルステージ！ feat. 初音ミク』関連曲                     |
| 4月28日  | Be The MUSIC! | 「All Music MIKUdemy」一同 | 「Be The MUSIC!」 | ゲーム『プロジェクトセカイ カラフルステージ！ feat. 初音ミク』関連曲                     |
| 6月7日   | ノマド/バグ | 25時、ナイトコードで。、鏡音リン | 「ノマド」 | ゲーム『プロジェクトセカイ カラフルステージ！ feat. 初音ミク』関連曲                     |
| 6月7日   | ノマド/バグ | 25時、ナイトコードで。、鏡音レン | 「バグ」 | ゲーム『プロジェクトセカイ カラフルステージ！ feat. 初音ミク』関連曲                     |
| 7月12日  | D4DJ Groovy Mix カバートラックス vol.8                                                                              | Photon Maiden | 「99 ILLUSION!」 「This game」 | ゲーム『D4DJ Groovy Mix』関連曲                                                          |
| 8月16日  | Photon Tale | Photon Maiden | 「Photon Tale」 「Collector」 | 『D4DJ』関連曲                                                                           |
| 9月27日  | 君の夜をくれ/Iなんです                                                                                              | 25時、ナイトコードで。、巡音ルカ | 「君の夜をくれ」 | ゲーム『プロジェクトセカイ カラフルステージ！ feat. 初音ミク』関連曲                     |
| 9月27日  | 君の夜をくれ/Iなんです                                                                                              | 25時、ナイトコードで。、初音ミク | 「Iなんです」 | ゲーム『プロジェクトセカイ カラフルステージ！ feat. 初音ミク』関連曲                     |
| 11月8日  | ザムザ/キティ | 25時、ナイトコードで。、KAITO | 「ザムザ」 | ゲーム『プロジェクトセカイ カラフルステージ！ feat. 初音ミク』関連曲                     |
| 11月8日  | ザムザ/キティ | 25時、ナイトコードで。、鏡音レン | 「キティ」 | ゲーム『プロジェクトセカイ カラフルステージ！ feat. 初音ミク』関連曲                     |
| 12月20日 | D4DJ EXCLUSIVE TRACKS                                                                                               | Photon Maiden | 「暁（ver. 2023）」 | テレビアニメ『D4DJ First Mix』関連曲                                                     |
| 12月20日 | D4DJ EXCLUSIVE TRACKS                                                                                               | Photon Maiden×Lyrical Lily | 「妙なる星と」 | テレビアニメ『D4DJ All Mix』挿入歌                                                       |
| 12月20日 | D4DJ EXCLUSIVE TRACKS                                                                                               | D4DJ ALL STARS | 「LOVE!HUG!GROOVY!! +nova」 | ゲーム『D4DJ Groovy Mix』関連曲                                                          |
| 12月20日 | D4DJ EXCLUSIVE TRACKS                                                                                               | Photon Maiden | 「Photon Tale（DJ WILDPARTY Remix）」 | ゲーム『D4DJ Groovy Mix』関連曲                                                          |
| 2024年   | | | |                                                                                          |
| 1月10日  | 25時、ナイトコードで。 SEKAI ALBUM vol.2                                                                            | 朝比奈まふゆ（田辺留依）、暁山瑞希（佐藤日向） | 「ヴィラン」 | ゲーム『プロジェクトセカイ カラフルステージ！ feat. 初音ミク』関連曲                     |
| 1月10日  | 25時、ナイトコードで。 SEKAI ALBUM vol.2                                                                            | 朝比奈まふゆ（田辺留依）、暁山瑞希（佐藤日向） | 「うっせぇわ」 | ゲーム『プロジェクトセカイ カラフルステージ！ feat. 初音ミク』関連曲                     |
| 1月10日  | 25時、ナイトコードで。 SEKAI ALBUM vol.2                                                                            | 東雲絵名（鈴木みのり）、暁山瑞希（佐藤日向）、初音ミク | 「ジェヘナ」 | ゲーム『プロジェクトセカイ カラフルステージ！ feat. 初音ミク』関連曲                     |
| 1月10日  | 25時、ナイトコードで。 SEKAI ALBUM vol.2                                                                            | 25時、ナイトコードで。、MEIKO | 「フォニイ」 | ゲーム『プロジェクトセカイ カラフルステージ！ feat. 初音ミク』関連曲                     |
| 1月10日  | 25時、ナイトコードで。 SEKAI ALBUM vol.2                                                                            | 宵崎奏（楠木ともり）、暁山瑞希（佐藤日向）、初音ミク | 「泥中に咲く」 | ゲーム『プロジェクトセカイ カラフルステージ！ feat. 初音ミク』関連曲                     |
| 1月10日  | 25時、ナイトコードで。 SEKAI ALBUM vol.2                                                                            | 25時、ナイトコードで。、初音ミク | 「ノンブレス・オブリージュ」 | ゲーム『プロジェクトセカイ カラフルステージ！ feat. 初音ミク』関連曲                     |
| 1月10日  | 25時、ナイトコードで。 SEKAI ALBUM vol.2                                                                            | 25時、ナイトコードで。、鏡音レン | 「アイロニ」 | ゲーム『プロジェクトセカイ カラフルステージ！ feat. 初音ミク』関連曲                     |
| 1月10日  | 25時、ナイトコードで。 SEKAI ALBUM vol.2                                                                            | 25時、ナイトコードで。、MEIKO | 「命ばっかり」 | ゲーム『プロジェクトセカイ カラフルステージ！ feat. 初音ミク』関連曲                     |
| 3月27日  | FriendShip | Photon Maiden | 「FriendShip」 「チョコレイト・プロジェクト」 | ゲーム『D4DJ Groovy Mix』関連曲                                                          |
| 4月24日  | D4DJ Groovy Mix カバートラックス vol.9                                                                              | Photon Maiden | 「irony」 「GETCHA!（Cover ver. 2023）」 | ゲーム『D4DJ Groovy Mix』関連曲                                                          |
| 5月22日  | プロジェクトセカイ カラフルステージ！ feat. 初音ミク アナザーボーカルアルバム 25時、ナイトコードで。                | 暁山瑞希（佐藤日向） | 「悔やむと書いてミライ」 「シャルル」 「乙女解剖」 「独りんぼエンヴィー」 「アイディスマイル」 「カナデトモスソラ」 「ビターチョコデコレーション」 「ベノム」 | ゲーム『プロジェクトセカイ カラフルステージ！ feat. 初音ミク』関連曲                     |
| 5月22日  | D4DJ XROSS∞BEAT | Peaky P-key×Photon Maiden | 「Eight Tones」 | ゲーム『D4DJ Groovy Mix』関連曲                                                          |
| 5月22日  | D4DJ XROSS∞BEAT | Photon Maiden×燐舞曲 | 「灰燼のアシェンプテル」 | ゲーム『D4DJ Groovy Mix』関連曲                                                          |
| 5月29日  | 演劇/25時の情熱 | 25時、ナイトコードで。、巡音ルカ | 「演劇」 | ゲーム『プロジェクトセカイ カラフルステージ！ feat. 初音ミク』関連曲                     |
| 5月29日  | 演劇/25時の情熱 | 25時、ナイトコードで。、KAITO | 「25時の情熱」 | ゲーム『プロジェクトセカイ カラフルステージ！ feat. 初音ミク』関連曲                     |
| 6月26日  | Star Darling | スタァライト九九組 | 「Star Darling」 | ゲーム『少女☆歌劇 レヴュースタァライト 舞台奏像劇 遙かなるエルドラド』オープニング主題歌 |
| 6月26日  | Star Darling | スタァライト九九組 | 「舞台に恋して」 | ゲーム『少女☆歌劇 レヴュースタァライト 舞台奏像劇 遙かなるエルドラド』関連曲             |
| 9月4日   | トワイライトライト/私は雨                                                                                           | 25時、ナイトコードで。、初音ミク | 「トワイライトライト」 | ゲーム『プロジェクトセカイ カラフルステージ！ feat. 初音ミク』関連曲                     |
| 9月4日   | トワイライトライト/私は雨                                                                                           | 25時、ナイトコードで。、鏡音レン | 「私は雨」 | ゲーム『プロジェクトセカイ カラフルステージ！ feat. 初音ミク』関連曲                     |
| 9月18日  | 「少女☆歌劇 レヴュースタァライト 舞台奏像劇 遙かなるエルドラド」劇中歌アルバム                                      | スタァライト九九組 | 「窓辺のハイライト」 | ゲーム『少女☆歌劇 レヴュースタァライト 舞台奏像劇 遙かなるエルドラド』劇中歌             |
| 9月18日  | 「少女☆歌劇 レヴュースタァライト 舞台奏像劇 遙かなるエルドラド」劇中歌アルバム                                      | 星見純那（佐藤日向）、愛城華恋（小山百代） | 「復讐の剣（純那×華恋ver.）」 「LIFE IS LIKE A VOYAGE（純那×華恋ver.）」 | ゲーム『少女☆歌劇 レヴュースタァライト 舞台奏像劇 遙かなるエルドラド』劇中歌             |
| 9月18日  | 「少女☆歌劇 レヴュースタァライト 舞台奏像劇 遙かなるエルドラド」劇中歌アルバム 店舗別オリジナル特典CD きゃにめ Ver. | 愛城華恋（小山百代）、星見純那（佐藤日向） | 「復讐の剣（華恋×純那ver.）」 「LIFE IS LIKE A VOYAGE（華恋×純那ver.）」 | ゲーム『少女☆歌劇 レヴュースタァライト 舞台奏像劇 遙かなるエルドラド』劇中歌             |
| 9月18日  | 「少女☆歌劇 レヴュースタァライト 舞台奏像劇 遙かなるエルドラド」劇中歌アルバム 店舗別オリジナル特典CD Amazon Ver.   | 星見純那（佐藤日向）、大場なな（小泉萌香） | 「復讐の剣（純那×ななver.）」 「LIFE IS LIKE A VOYAGE（純那×ななver.）」 | ゲーム『少女☆歌劇 レヴュースタァライト 舞台奏像劇 遙かなるエルドラド』劇中歌             |
| 9月18日  | 「少女☆歌劇 レヴュースタァライト 舞台奏像劇 遙かなるエルドラド」劇中歌アルバム 店舗別オリジナル特典CD Amazon Ver.   | 大場なな（小泉萌香）、星見純那（佐藤日向） | 「復讐の剣（なな×純那ver.）」 「LIFE IS LIKE A VOYAGE（なな×純那ver.）」 | ゲーム『少女☆歌劇 レヴュースタァライト 舞台奏像劇 遙かなるエルドラド』劇中歌             |
| 9月18日  | 「少女☆歌劇 レヴュースタァライト 舞台奏像劇 遙かなるエルドラド」劇中歌EP                                            | スタァライト九九組 | 「PRIDE」 | ゲーム『少女☆歌劇 レヴュースタァライト 舞台奏像劇 遙かなるエルドラド』劇中歌             |
| 9月18日  | 「少女☆歌劇 レヴュースタァライト 舞台奏像劇 遙かなるエルドラド」劇中歌EP                                            | 星見純那（佐藤日向）、大場なな（小泉萌香）、花柳香子（伊藤彩沙） | 「十五時ミステリ～週末探偵劇より～」 | ゲーム『少女☆歌劇 レヴュースタァライト 舞台奏像劇 遙かなるエルドラド』関連曲             |
| 11月9日  | 別れの戦記/Baby Blue                                                                                                | 天堂真矢（富田麻帆）、花柳香子（伊藤彩沙）、愛城華恋（小山百代）、露崎まひる（岩田陽葵）、大場なな（小泉萌香）、石動双葉（生田輝）、柳小春（七木奏音）、西條クロディーヌ（相羽あいな）、星見純那（佐藤日向） | 「別れの戦記」 | 舞台『少女☆歌劇 レヴュースタァライト -The MUSICAL- 別れの戦記』主題歌                    |
| 2025年   | | | |                                                                                          |
| 1月17日  | そこに在る、光。 | 25時、ナイトコードで。 | 「そこに在る、光。」 | 劇場アニメ『劇場版プロジェクトセカイ 壊れたセカイと歌えないミク』関連曲                  |
| 1月30日  | Worlders | バーチャル・シンガー、Leo/need、MORE MORE JUMP!、Vivid BAD SQUAD、ワンダーランズ×ショウタイム、25時、ナイトコードで。 | 「Worlders」 | 劇場アニメ『劇場版プロジェクトセカイ 壊れたセカイと歌えないミク』エンディングテーマ      |
| 2月5日   | 4 un Voyage | Photon Maiden | 「4 Challenges（ver. 2023）」 「We never stop（ver. 2023）」 「光（ver. 2024）」 「暁（fruits mix） ver. 2024」 「OVERCOME（ver. 2023）」 「Linked Ring（ver. 2023）」 「24（ver. 2024）」 「Into the storm（ver. 2024）」 「Be with the world（ver. 2023）」 「Photon Melodies（ver. 2023）」 「Begin Again」 「Photon Melodies（TAKU INOUE Remix） ver. 2025」 | ゲーム『D4DJ Groovy Mix』関連曲                                                          |
| 2月5日   | 4 un Voyage | 福島ノア（佐藤日向） | 「Let The Show Begin」 | ゲーム『D4DJ Groovy Mix』関連曲                                                          |
| 2月5日   | 4 un Voyage | きゅーとぴあ♡ | 「ハッピー・ハッピー・フレンズ」 「可愛くてごめん」 | ゲーム『D4DJ Groovy Mix』関連曲                                                          |
| 2月21日  | 群青讃歌（劇場版プロジェクトセカイver.）                                                                            | Leo/need、MORE MORE JUMP!、Vivid BAD SQUAD、ワンダーランズ×ショウタイム、25時、ナイトコードで。 | 「群青讃歌（劇場版プロジェクトセカイver.）」 | 劇場アニメ『劇場版プロジェクトセカイ 壊れたセカイと歌えないミク』挿入歌                  |
| 3月5日   | SUPERSTAR | Happy Around!・Peaky P-key・Photon Maiden・Merm4id・燐舞曲・Lyrical Lily・UniChØrd | 「SUPERSTAR」 | ゲーム『D4DJ Groovy Mix』関連曲                                                          |
| 4月16日  | エンパープル/化けの花                                                                                               | 25時、ナイトコードで。、鏡音リン | 「エンパープル」 | ゲーム『プロジェクトセカイ カラフルステージ！ feat. 初音ミク』関連曲                     |
| 4月16日  | エンパープル/化けの花                                                                                               | 25時、ナイトコードで。、KAITO | 「化けの花」 | ゲーム『プロジェクトセカイ カラフルステージ！ feat. 初音ミク』関連曲                     |
| 5月14日  | 25時、ナイトコードで。 SEKAI ALBUM vol.3                                                                            | 25時、ナイトコードで。、初音ミク | 「とても素敵な六月でした」 「神っぽいな」 「スロウダウナー」 「Bad Apple!! feat.SEKAI」 「マインドブランド」 | ゲーム『プロジェクトセカイ カラフルステージ！ feat. 初音ミク』関連曲                     |
| 5月14日  | 25時、ナイトコードで。 SEKAI ALBUM vol.3                                                                            | 25時、ナイトコードで。、鏡音リン | 「エンヴィーベイビー」 | ゲーム『プロジェクトセカイ カラフルステージ！ feat. 初音ミク』関連曲                     |
| 5月14日  | 25時、ナイトコードで。 SEKAI ALBUM vol.3                                                                            | 宵崎奏（楠木ともり）、暁山瑞希（佐藤日向）、MEIKO | 「ラグトレイン」 | ゲーム『プロジェクトセカイ カラフルステージ！ feat. 初音ミク』関連曲                     |
| 5月14日  | 25時、ナイトコードで。 SEKAI ALBUM vol.3                                                                            | 25時、ナイトコードで。、KAITO | 「熱異常」 | ゲーム『プロジェクトセカイ カラフルステージ！ feat. 初音ミク』関連曲                     |
| 10月15日 | 余花にみとれて/D/N/A                                                                                                | 25時、ナイトコードで。、MEIKO | 「余花にみとれて」 | ゲーム『プロジェクトセカイ カラフルステージ！ feat. 初音ミク』関連曲                     |
| 10月15日 | 余花にみとれて/D/N/A                                                                                                | 25時、ナイトコードで。、鏡音リン | 「D/N/A」 | ゲーム『プロジェクトセカイ カラフルステージ！ feat. 初音ミク』関連曲                     |

### その他参加作品
| 発売日         | 商品名                                | 歌                               | 楽曲                        | 備考                                                             |
| -------------- | ------------------------------------- | -------------------------------- | --------------------------- | ---------------------------------------------------------------- |
| 2014年11月19日 | Merry Go World                        | マボロシ☆ラ部                    | 「Merry Go World」          | テレビアニメ『くつだる。』オープニングテーマ                     |
| 2014年11月19日 | Merry Go World                        | マボロシ☆ラ部                    | 「マボロシ☆ラ部」           | テレビアニメ『くつだる。』挿入歌                                 |
| 2014年11月19日 | Merry Go World                        | マボロシ☆ラ部                    | 「記念日ノート」            | テレビアニメ『くつだる。』エンディングテーマ                     |
| 2021年9月17日  | Onsen Theme song Collection album 1st | もえぴな                         | 「DINO☆SHOW!」              | Webラジオ『佐藤日向・小泉萌香のバトってダイナソー☆』テーマソング |
| 2022年12月7日  | FIRST CHANNEL                         | AMUSE VOICE ACTORS CHANNEL       | 「Fine! Fine!」             | YouTubeチャンネル『AMUSE VOICE ACTORS CHANNEL』テーマソング      |
| 2022年12月7日  | FIRST CHANNEL                         | 佐藤日向、船戸ゆり絵、前田佳織里 | 「ビッグバン☆エモーション」 | YouTubeチャンネル『AMUSE VOICE ACTORS CHANNEL』関連曲            |
| 2022年12月7日  | FIRST CHANNEL                         | 佐藤日向、富田美憂               | 「Here We Go Again」        | YouTubeチャンネル『AMUSE VOICE ACTORS CHANNEL』関連曲            |
| 2022年12月7日  | FIRST CHANNEL                         | AMUSE VOICE ACTORS CHANNEL       | 「Secret Promise」          | YouTubeチャンネル『AMUSE VOICE ACTORS CHANNEL』関連曲            |

## 書籍

### 写真集
- 佐藤日向1st写真集 青（2020年9月24日、コスミック出版、ISBN 978-4-7747-9218-7）[20][139]